# Бошняшки език
Босненски или бошняшки (самоназвание: bosanski jezik/босански језик, на хърватски: bošnjački jezik; на сръбски: бошњачки језик) е южнославянски език. Той е национален стандартен език на бошняците (босненските мюсюлмани), който е базиран на щокавския йекавски диалект, като за писменост се използва латиницата. На босненски език говорят около 2 милиона души в Босна и Херцеговина, Черна гора, Сърбия и Хърватия, както и неустановен брой емигранти в Турция, Европа и Северна Америка.
Босненски език е приет за един от трите официални езика в Босна и Херцеговина наред със сръбски и хърватски. Бошняшкият, сръбският и хърватският са един език в лингвистично отношение, наричан до 1991, а и все още сърбо-хърватски или хърватско-сръбски език, главно извън територията на четирите страни, говорещи на него (Сърбия, Хърватия, Босна и Херцеговина и Черна гора), въпреки че това название има недостатъци и предизвиква различни възражения. Разликите между тях са съпоставими с разликите между британски, американски и австралийски английски. Бошняшкият език е създаден чрез лингвистична глотомия по подобие на македонския и молдовския език по политически причини.

## Име на езика
Името на езика е спорно. Хърватските и сръбски лингвисти смятат, че бошняците трябва да наричат езика си бошняшки, а не босненски, като се обосновават, че езикът би трябвало да се нарича по народа, а не по страната. Бошняшките лингвисти смятат, че такова становище има политически измерения, понеже сърбите и хърватите се боели да не би чрез названието „босненски език“ бошняшкият да се наложи като единствен официален език в Босна и Херцеговина. Тези противоречия са една от основните пречки „босненският“ език да бъде признат в Сърбия и Хърватия.

## Диалектна основа
На диалектно ниво езикът на бошняците се базира на щокавските диалекти, които се делят на три главни групи: новощокавски йекавски („южно наречие“, източнохерцеговско), новощокавски икавски („западно наречие“) и старощокавски иекавски („източнобосненско наречие“, шчакавско йекавско). На първото от тези наречия, освен бошняците, говорят още и сърби, хървати и черногорци, а на другите две – бошняците и хърватите.
Босненският език е базиран на т.нар. източнобосненски говор, приет за диалект в сърбохърватския.

## Характерни особености
Според хърватски източници, бошняшкият език се обляга върху сръбския език с йекавски изговор, особено в морфологично и синтактично отношение, както и по отношение на терминологията.
Според бошняшки източници обаче, този език не е сръбски и е стандартизиран с речника на Алия Исакович, граматиката на Джевад Яхич, Сенахид Халилович и Исмаил Палич и правописа на Сенахид Халилович, въпреки че този езиков стандарт все още не се е наложил изцяло в медиите на бошняците в Босна и Херцеговина.
Популярно е мнението, че босненският език е преименуван сърбохърватски език, какъвто е бил в официална употреба по времето на СФРЮ. На практика обаче още тогава е признато съществуването на т.нар. босненскохерцеговски стандартноезиков изказ, който официално е смятан за южен подвариант на сърбохърватския език. Така например, в „Езиковия съветник“ (Jezički savjetnik) на Милан Шипка, издаден в Сараево през 1975 г., на стр. 44 се казва следното:
| „ | „Основата на автентичността на стандартноезиковия изказ в Босна и Херцеговина се състои в употребата на узаконени езикови особености, каквито са: - босненскохерцеговски иекавски изговор – с всички свои специфики (според иекавския стандарт в Хърватска и Черна Гора): а) prenos, prevoz и т.н. (срещу хърватските prijenos, prijevoz); или б) nisam (не съм) (срещу черногорското nijesam, както е и в някои народни говори в Босна и Херцеговина); - акцентни и фонетични особености: ìmāmo (имаме), čìtāmo (четем) (срещу сръбските imámo, čitámo, както е и в някои босненски народни говори), sretan (щастлив) (срещу сръбското srećan), ko (кой) (срещу хърватското tko), tačno (срещу хърватското točno), а най-вече - лексикални особености: grah (боб), mrkva (морков) (срещу сръбските pasulj, šargarepa), paradajz (домат), hiljada (срещу хърватските rajčica, tisuća) и т.н.“ | “ |

Езиковите норми, които се налагат понастоящем в босненския език чрез „Правописа“ на Халилович и „Речника“ на Исакович запазват малък брой форми, идентични със сръбските, като напр. ko, šta (какво), hemija (химия), hirurgija (хирургия) и др., а налагат в по-голяма степен форми като historija (история), općina (община), organizirati (организирам), informirati (информирам) (а не istorija, opština, organizovati, informisati).

## История
Езиковите паметници със специфичен босненски език (т.е. такива, които не са писани на смесица от църковнославянски и народен език, използван при надписите от надгробните камъни през 14 и 15 век), са от 16 и 17 век. От този период е т.нар. алхамиядо литература, писана с модифицирана арабска азбука, наречена аребица на щокавско-икавски и йекавски разговорен език, както и първият босненски речник (на щокавско-икавски диалект) – римуван босненско-турски глосар – „Потур шахиди“ (1631) от Мехмед Ускуфи. През същия период, в кореспонденцията на босненските мюсюлмански първенци често се използва т.нар. босанчица (босненски вариант на старата кирилица), известна още и под името „беговица“ (писменост на бейовете).
Първоначално след окупацията на Босна и Херцеговина от Австро-Унгария през 1878 година австро-унгарската администрация има намерение да използва в областта хърватската литературна норма. Малко по-късно, по инициатива на Бенямин Калаи, започва създаването на нова „Граматика на босненския език“, която да отрази някои особености на местните диалекти и най-вече да бъде изчистена от присъстващите в хърватските граматики примери, обидни за мюсюлманите и евреите. В същността си граматиката не се отличава особено от сръбската и хърватската литературни норми, които също като нея се базират на източнохерцеговинския диалект. Заради критиките, че граматиката се опитва изкуствено да разграничи босненския от другите сърбохърватски форми, в по-късните си издания тя е озаглавена „Граматика на сръбско-хърватския език“, а след 1907 година австро-унгарската администрация също нарича официално езика сърбохърватски.
През 19 век и особено в края на века, културната дейност сред бошняците става по-всеобхватна. Езикът, който се използва за тази цел, се нарича различно: сърбохърватски, хърватски, босненски, сръбски, бошняшки. Управлението на австроунгарската монархия довежда до окончателно налагане на латиницата като писменост и до разцвет на литература на език, който може да се характеризира като босненско-хърватски. Най-изтъкнатите представители на тази литература са Сафет Башагич, Едхем Мулабдич и Муса Чазим Чатич. По своя облик, езикът на тази литература не се отличава съществено от хърватския стандарт, но се характеризира с редица ислямизми или ориентализми (заемки от турски, арабски и др.), както и с характерни фонетични особености, присъщи за говорите на бошняците.
В периода на съществуване на двете Югославии господства тезата за наличието на общ език за трите основни националности в Босна и Херцеговина. Наименованието на този език най-често е сърбохърватски, а по-рядко хърватскосръбски.
След разпадането на СФРЮ и войната в Босна и Херцеговина, се извършва окончателна стандартизация на босненския език. В предговора към „Граматиката на босненския език“ (2000) Джевад Яхич изтъква, че отличителни черти на босненския стандартен език са по-честата употреба на ориентализми и въвеждането на фонемата х в значителен брой думи, дори и там, където не е етимологично обосновано, като отражение на особеностите на говора на бошняците.